# Otto Ambros
Otto Ambros (19 mai 1901 à Weiden in der Oberpfalz - 23 juillet 1990 à Mannheim) était un fonctionnaire de l'Allemagne nazie et membre de la SS.

## Biographie
Il est le fils d'un professeur d'université. En 1920, il étudie à Munich la chimie et les sciences agricoles. En 1925, il obtient un doctorat sous la direction de Richard Willstätter.
En 1926, il travaille chez BASF à Ludwigshafen. En 1930, il passe un an à étudier en Orient.
En 1934, il a travaille dans l'usine Schkopau dans la division qui met au point des armes chimiques, dont l'agent sarin (en 1938) et le soman (en 1944). Il devient conseiller de Carl Krauch, dirigeant du conglomérat IG Farben. Il dirige les usines Farben de Dyhernfurth, qui produit du sarin et du soman, et de Gendorf, qui produit du gaz moutarde. En 1944, il reçoit la croix de guerre.
Il est arrêté par l'armée américaine en 1946. Il avait testé des poisons et des produits chimiques sur des détenus des camps de concentration à Auschwitz. Lors des procès de Nuremberg, il est condamné à huit ans de réclusion en 1948, il est libéré de la prison de Landsberg en 1952.
Après sa sortie de prison, où il n'a purgé que la moitié de sa peine, en 1951, il travaille comme conseiller pour l'U.S. Army dans le cadre de son programme d’armes chimiques, y compris le Sarin.
Avant sa mort, M. Ambros travaille également chez Dow Chemical, et comme conseiller pour la société pharmaceutique qui commercialisait la thalidomide, le médicament à l'origine de malformations congénitales, donné aux femmes enceintes.